# Наступление на Ханассер (2016)
Наступление на Ханассер — кампания в сирийской гражданской войне, начатая боевиками ИГ и Джунд аль-Акса в феврале 2016 года, с целью отрезать маршрут поставок правительственных войск в Алеппо.

## Наступление
В 22 часа 21 февраля террористы ИГ начали наступление. На следующий день совместное нападение боевиков из «Исламского государства» и «Аль-Каиды», связанной с Джунд аль-Акса, захватили деревню Расм Аль-Нафал а также ещё два села вдоль трассы Ханассер-Алеппо (Итрия-Алеппо), отрезав сирийское правительство от маршрута поставок в город Алеппо. Затем джихадисты приступили к захвату шести других деревень и холмов. Колонна подкрепления из города Ас-Сафира, состоящая из проправительственной палестинской милиции Бригады Аль-Кудс, была послана с заданием вновь открыть «дорогу жизни», и к концу дня они отбили одну высоту.
23 февраля два контингента спецподразделения сирийской армии, известного как Силы Тигра, были также направлены на восстановление контроля над дорогой. В то же время, ИГ начал наступление на город Ханассер, который начался с неудачного взрыва автомобиля боевика-смертника близ контрольно-пропускного пункта армии Сирии. В течение всего утра военные отбили четыре из семи позиций, которые потеряли ранее на дороге, но в конечном счёте боевикам ИГ удалось захватить Ханассер. Во второй половине дня Силы Тигра начали контрнаступление с ракетной атаки на позиции террористов, после чего в бой вступили танки. Сирийская армия ожидала перед входом в деревню, захваченную ИГ, пока российские авиаудары по позициям террористов не прекратились. Контрудар был запущен с двух флангов, Силы Тигра и Хезболла начали освобождение с севера, с села Расм Аль-Нафал, в то время как армия Сирии и Бригада Аль-Кудс продвинулись с юга в направлении Ханассера. К вечеру правительственные силы отбили холм Таль Сиритейл, близ Ханассера и Расм Аль-Нафала.
На следующее утро Сирийская арабская армия вновь вошла в Ханассер и ещё одну деревню. Позднее им удалось отбить холм Таль Заарур, а также продвинуться в центральном районе Ханассера. В это время, прекращение поставок по дороге Итрия-Алеппо из-за захвата ряда деревень вдоль дороги вызвало рост цен на продукты питания и предметы медицинского назначения в городе Алеппо. 25 февраля Силы Тигра и их союзники освободили Ханассер, в то время как несколько высот за пределами города были ещё за террористами. Затем армия Сирии продвинулась к северу от Ханассера и освободила соседнюю деревню Аль-Мугхайрат, вместе с четырьмя высотами к северу от него (в том числе большой холм Талат аль-Байда). В то же время, правительственные войска, наступавшие с севера, освободили Шиллала аль-Кааберу, при поддержке российской авиации. К концу дня, правительственные войска достигли ещё две деревни и начали готовиться к следующей атаке.
В начале 26 февраля сирийская армия достигла больших успехов, освободив три деревни. Осаждённые боевики ИГ в котле отошли к юго-западу от озера Джаббул. Позже в тот же день, армия освободила остальные четыре деревни, которые удерживали террористы. Таким образом очистив дорогу в Алеппо. Тем не менее, террористы ИГ взяли под свой контроль деревню близ гор Аль-Хамам, с видом на «дорогу жизни». Правительственные силы освободили село на следующий день.
28 февраля сирийская армия освободила две деревни и две высоты вблизи Ханассера. 29 февраля движение по «дороге жизни» Итрия-Алеппо было возобновлено.